# Missa, BWV 232 I
Die Missa in h-Moll komponierte Johann Sebastian Bach 1733 als eine Vertonung der Teile Kyrie und Gloria des lateinischen Messetextes. Er widmete sie Kurfürst Friedrich August II., der als König von Polen August III. genannt wurde, und übersandte ihm die Aufführungsstimmen. Gegen Ende seines Lebens erweiterte Bach die Missa zu der vollständigen Messe, die als h-Moll-Messe bekannt ist.
Die Missa erhielt keine eigene Nummer im Bach-Werke-Verzeichnis. Bärenreiter veröffentlichte das Werk 2005 unter dem Titel Missa, BWV 232 I, Fassung von 1733 als Teil der Neuen Bach-Ausgabe. Es wird auch kurz als Missa 1733 bezeichnet.

## Geschichte
Bach wirkte seit 1723 in Leipzig als lutherischer Thomaskantor, verantwortlich für die Musik an den Hauptkirchen der Stadt. Er schrieb zwischen 1723 und 1726 viele Kantaten für die Sonn- und Feiertage des Kirchenjahres, für Solisten und vierstimmigen Chor und Orchester. In Leipzig wurde an hohen Feiertagen liturgische Musik mit lateinischen Texten aufgeführt. Bach vertonte zu Beginn seiner Amtszeit das Magnificat in einem ungewöhnlichen fünfstimmigen Werk in zwölf Sätzen, das sowohl zum Fest Mariä Heimsuchung am 2. Juli 1723 als auch zu Weihnachten des Jahres aufgeführt wurde. 1724 komponierte er ein Sanctus für Weihnachten in einem sechsstimmigen Satz, den er später ebenfalls in die h-Moll-Messe übernahm.

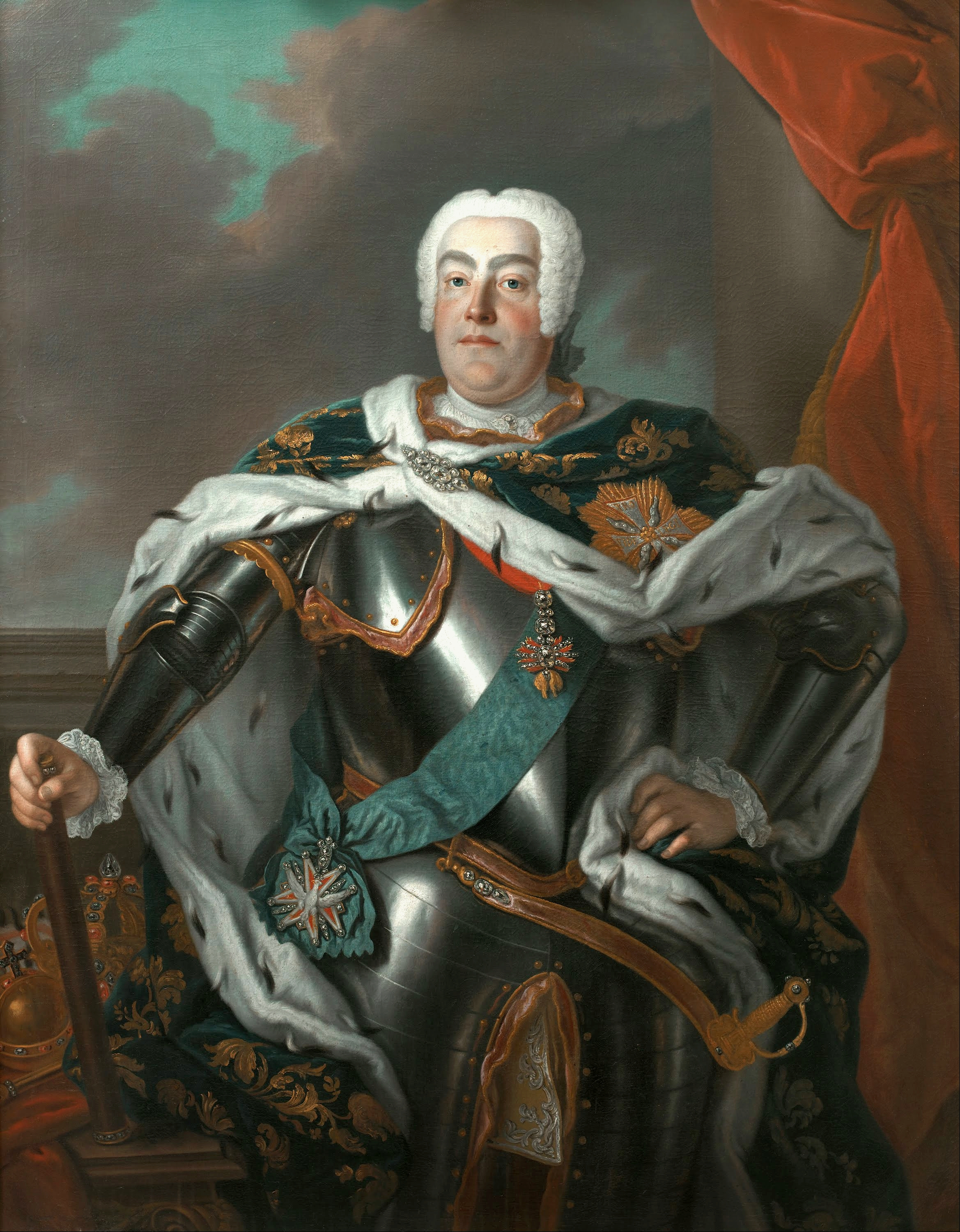
August III., Kurfürst von Sachsen und König von Polen, der Widmungsträger, Porträt von Louis de Silvestre (nach 1733)

Nach dem Tode des Kurfürsten Friedrich August I. von Sachsen (August der Starke) am 1. Februar 1733 durfte während der Landestrauer vom 15. Februar bis 2. Juli 1733 keine Musik aufgeführt werden. Bach hatte Zeit für die ungewöhnliche ausgedehnte Komposition, mit der er sich bei August III. um den Titel Compositeur bei der Hof Capelle bewarb. Seit Augusts Vater zum Katholizismus übergetreten war, war der sächsische Hof katholisch. Bach schrieb ein Werk, das sowohl in lutherischem wie katholischem Gottesdienst aufgeführt werden konnte. Er berücksichtigte dabei in Besetzung und Stil den Geschmack des Dresdner Publikums und zeigte nicht nur seine Vielseitigkeit, sondern auch, dass er mit der Opern- und Kirchenmusik Dresdens vertraut war. Bach schrieb auf die Titelseite:

„Gegen Sr. Königl. Hoheit und Churfürstliche Durchlaucht zu Sachsen bezeigte mit inliegender Missa seine unterthänigste Devotion der Autor J. S. Bach“

In einem Begleitschreiben ließ Bach erkennen, dass er mit seiner Position als Kirchenmusiker in Leipzig nicht zufrieden war und sich vielleicht eine Aufgabe am Dresdner Hof vorstellen konnte:

„Ich habe einige Jahre und bis daher bey denen beyden Haupt-Kirchen in Leipzig das Directorium in der Music gehabt, darbey aber ein und andere Bekränckung unverschuldeter weise auch jezuweilen eine Verminderung derer mit dieser Function verknüpfften Accidentien empfinden müßen, welches aber gänzlich nachbleiben möchte, daferne Ew. Königliche Hoheit mir die Gnade erweisen und ein Praedicat von Dero Hoff-Capelle conferiren, und deswegen zu Ertheilung eines Decrets, gehörigen Orths hohen Befehl ergehen laßen würden; Solche gnädigste Gewehrung meines demüthigsten Bittens wird mich zu unendlicher Verehrung verbinden und ich offerire gerade mich in schuldigsten Gehorsam, jedesmal auf Ew. Königlichen Hoheit gnädigstes Verlangen, in Componirung der Kirchen Musique sowohl als zum Orchestre meinen unermüdeten Fleiß zu erweisen, und meine ganzen Kräffte zu Dero Dienste zu widmen …“

Die Sammlung von Einzelstimmen, die Bach übersandte, enthielt Stimmen für Sopran I, Sopran II, Alt, Tenor, Bass, Trompete I, Trompete II, Trompete III, Pauken, Corno da caccia, Flauto traverso I, Flauto traverso II, Oboe (d’amore) I, Oboe (d’amore) II, Oboe (d’amore) III, Violine I (2 Kopien), Violine II, Viola, Violoncello, Fagott und Basso continuo. Die meisten dieser Abschriften hatte Bach selbst erstellt, aber für die letzten Sätze sowohl von Kyrie als auch Gloria halfen seine Frau, seine Söhne und ein unbekannter Kopist. Anna Magdalena schrieb die Cellostimmen, Carl Philipp Emanuel die Sopranstimmen, Wilhelm Friedemann die Stimmen der ersten Violine, der unbekannte Kopist Oboen und Continuo. Die Stimmen wurden wahrscheinlich direkt aus der Partitur kopiert, die Bach behielt. Bach notierte in den Stimmen zahlreiche Einzelheiten, die in der Partitur nicht enthalten sind und daher nicht in die h-Moll-Messe übergingen. Er ergänzte nicht nur Vortragsbezeichnungen, sondern änderte auch Melodieführungen, ohne dies in der Partitur zu vermerken. Der Vergleich der Einzelstimmen mit der Partitur, die sowohl von Bach als auch nach seinem Tod vor allem durch seinen Sohn Carl Philipp Emanuel verändert wurde, gewährt Einblick in die Werkstatt des Komponisten, macht jedoch eine allein gültige Version unmöglich.

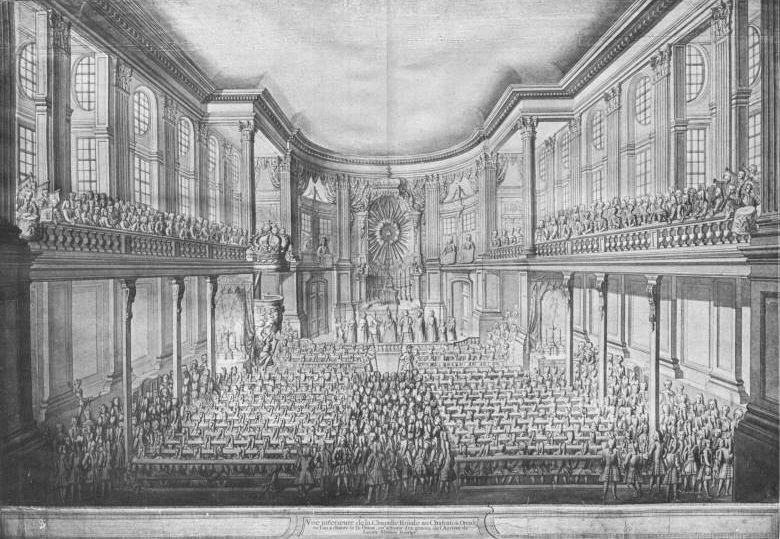
Hofkirche Dresden, 1719

Obwohl viele Überlegungen über kirchliche oder andere Orte für eine mögliche Aufführung der Missa angestellt wurden, erscheint wahrscheinlich, dass Bach eine Aufführung in der damaligen Dresdener Hofkirche anstrebte, die aus einem Umbau der Oper am Taschenberg hervorgegangen war. Eine Aufführung der Missa zu Bachs Lebzeiten ist nicht belegt. Erst 1736, drei Jahre nach Bachs Gesuch, wurde ihm der gewünschte Titel Compositeur bei der Hof Capelle zuerkannt.

## Struktur und Musik
Hauptartikel: h-Moll-Messe, Missa und Übersicht
Bach strukturierte das Kyrie wie üblich in drei Sätzen, den drei Bitten um Erbarmen entsprechend. Das Gloria gestaltete er in neun Sätzen in einer symmetrischen Anordnung um ein zentrales Duett. Diese Struktur ging unverändert in seine h-Moll-Messe über, die sich lediglich in Einzelstimmen unterscheidet. Bach berücksichtigte den Geschmack des Dresdner Publikums, die Fähigkeiten der Spieler der Hofkapelle und der Sängerinnen und Sänger der Hofoper. Er übernahm charakteristische Merkmale von Messen in Dresden, wie mehrsätzige Werke analog zur Nummernoper, eine langsame Einleitung für das erste Kyrie, ein Duett für Christe eleison, und gewichtige Chorsätze, während in seinen kirchenmusikalischen Werken für Leipzig Rezitative und Arien verhältnismäßig stärker vertreten sind. Weitere Elemente, die Bach an den Dresdner Geschmack anpasste, waren der fünfstimmige Vokalsatz, der in Leipzig die Ausnahme darstellte, jedoch in Dresden häufig vorkam, und der Einbau von Sätzen im stile antico, einem Rückgriff auf die Polyphonie des 16. Jahrhunderts, der in Dresdner Messen beliebt war.

Incipit der Einleitung Kyrie

Incipit der Arie Laudamus te

Bach stellte einer ausgedehnten Fuge auf Kyrie eleison eine langsame Einleitung voran, Adagio überschrieben, und gestaltete das Duett Christe wie ein Liebesduett einer zeitgenössischen Neapolitanischen Oper. Die virtuose Arie Laudamus te (Wir loben dich) könnte für die Sopranistin Faustina Bordoni, eine Primadonna der Hofoper, bestimmt gewesen sein, deren Fähigkeiten Johann Joachim Quantz schilderte.
Bach verarbeitete bei der Komposition frühere Werke. Für einige Sätze ist das Parodie-Verhältnis sicher, zum Beispiel für Gratias agimus tibi, das er aus dem ersten Chorsatz der Kantate Wir danken dir, Gott, wir danken dir (BWV 29), ableitete. Bei vielen anderen Sätzen geht aus der Handschrift hervor, dass es sich eher um eine Abschrift als eine Neukomposition handelt, auch wenn die Vorlage nicht bekannt ist.

## Veröffentlichung
Das Autograph der Einzelstimmen der Missa wird in der Sächsischen Landesbibliothek – Staats- und Universitätsbibliothek Dresden aufbewahrt. Während die erste Ausgabe der vollständigen Werke Bachs durch die Bach-Gesellschaft die Missa lediglich als Teil der h-Moll-Messe behandelte, veröffentlichte Bärenreiter das Werk unter dem Titel Missa, BWV 232 I, Fassung von 1733, als Teil der Neuen Bach-Ausgabe. Der Editor von drei Frühfassungen (auch: Credo in unum Deum, BWV 232 II, Frühfassung in G, und Sanctus, BWV 232 III, Fassung von 1724) war Uwe Wolf. Die Missa wurde in dieser Ausgabe zum ersten Mal textkritisch ediert.
Der Carus-Verlag veröffentlichte 2014 im Rahmen der Stuttgarter Bach-Ausgaben – Urtext, die in Zusammenarbeit mit dem Bach-Archiv Leipzig entstanden, eine Hybridversion der h-Moll-Messe, die sowohl die Partitur als auch die Dresdner Einzelstimmen im Faksimile enthält und kommentiert. Im Vorwort zur Studienpartitur betont Ulrich Leisinger: „Die komplizierte Entstehungs- und Überlieferungsgeschichte der h-Moll-Messe bringt es mit sich, dass von einer verbindlichen Werkgestalt gar nicht gesprochen werden kann.“